# 首爾特別市消防災難本部
37°33′32″N 126°59′20″E / 37.558884°N 126.988985°E
首爾特別市消防災難本部是韓國首爾特別市的消防隊，负责當地消防和救援服务。

## 轄下機關

首尔消防局消防员，2013

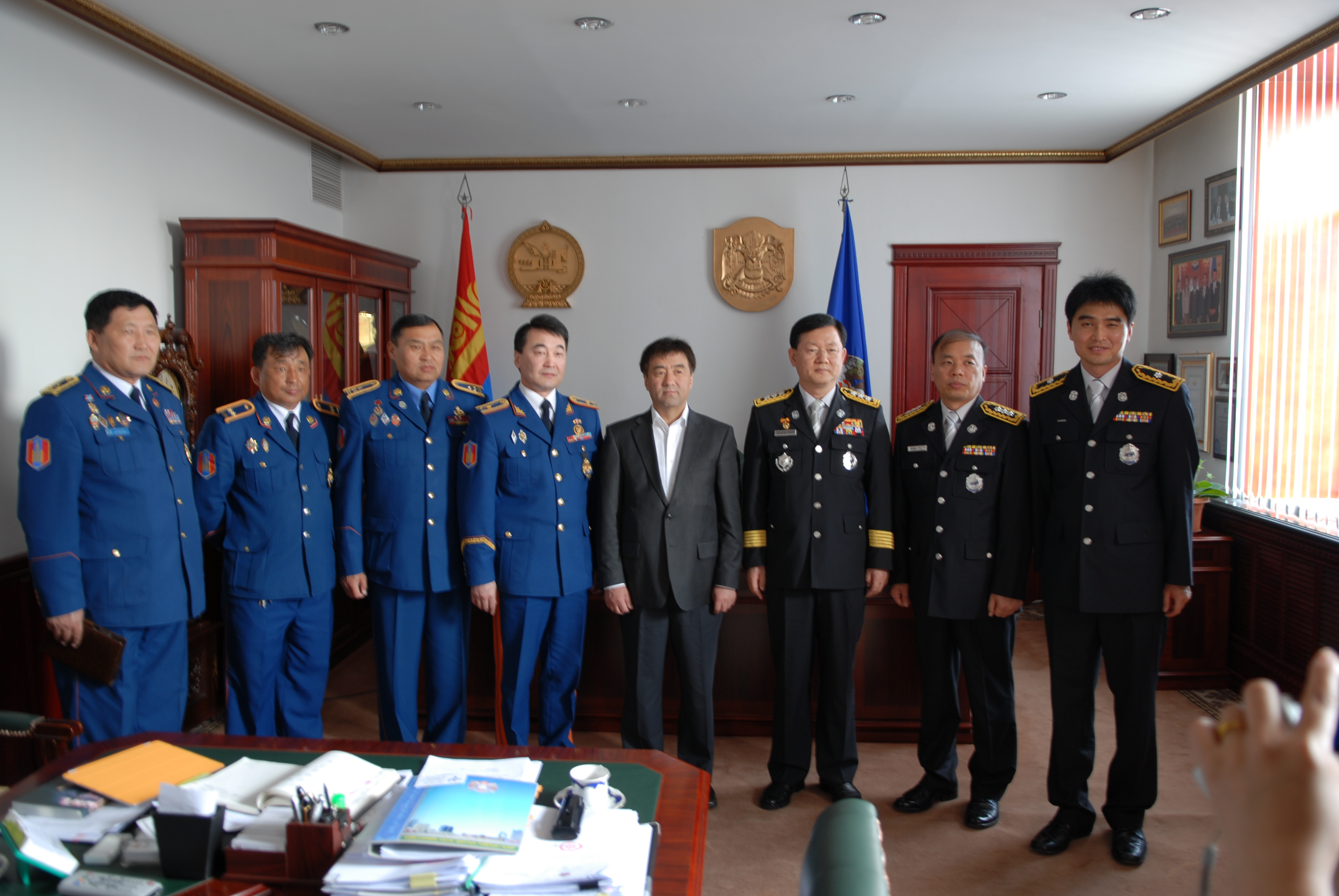
首尔消防人员与乌兰巴托的蒙古应急管理部人员。

- 直轄隊
  - 青瓦台消防隊（朝鲜语：서울특별시 청와대소방대）
  - 首爾消防學校（朝鲜语：서울특별시 소방학교）
  - 特殊救助團（朝鲜语：서울특별시 119특수구조단）
- 方面圈域 : 4
  - 第一方面（西北圈域） : 钟路、中部、龙山、恩平、麻浦、西大门
  - 第二方面（東北圈域） : 东大门、广津、城北、道峰、芦原、中浪、江北
  - 第三方面（西南圈域） : 永登浦、江西、阳川、九老、冠岳、铜雀
  - 第四方面（東南圈域） : 江南、江东、瑞草、松坡